# Your House Helper
Your House Helper (en hangul: 당신의 하우스헬퍼; RR: Dangsinui Hauseuhelpeo) es una serie televisiva surcoreana basada en un webcomic homónimo publicado en 2014 por KTOON, donde permaneció por tres temporadas. La serie está protagonizada por Ha Seok-jin, Bona, Lee Ji-hoon, Ko Won-hee, Jeon Soo-jin y Seo Eun-ah. Se emitió originalmente en KBS2  los miércoles y jueves a las 22:00 (hora local coreana), del 4 de julio al 29 de agosto de 2018.

## Sinopsis
Un hombre, que trabaja como ayudante del hogar, ayuda a organizar los hogares, la vida y las relaciones de las personas

## Reparto

### Principal
- Ha Seok-jin como Kim Ji-woon, un hombre de una familia prominente que termina trabajando como mayordomo.[5][6]
- Bona como Im Da-young, una pasante ambiciosa en una empresa de publicidad que intenta convertirse en empleada fija, y que heredó una casa y una deuda de su padre.[7]
- Lee Ji-hoon como Kwon Jin-kook, un abogado experto con un pasado de riqueza.[8]
- Ko Won-hee como Yoon Sang-ah, una diseñadora de joyas.[9]
- Jeon Soo-jin como Kang Hye-joo, una vendedora de accesorios que tiene una relación complicada con su novio.[10]
- Seo Eun-ah como Han Tan-mi, la dueña de un salón de uñas que se siente amedrentada por los hombres tras haber sufrido tiempo atrás un suceso traumático.[10]

### Secundario

#### Personas cercanas a Ji-woon
- Jo Hee-bong como Go Tae-soo.
- Yeon Joon-seok como Park Ga-ram.

#### Personas cercanas a Da-young
- Yoon Joo-sang como Jang Yong-geon.
- Jeong Suk-yong como líder del equipo de Da-young.
- Lee Min-young como Ahn Jin-hong.[11]
- Im Ji-kyu como Oh Yoon-gi.
- Kim Min-seok como Seo Ho-gi.[12]
- Song Sang-eun como Baek Jang-mi.
- Inoa como Choi Na-ri.[13]

#### Otros
- Lee Do-gyeom como Bang Cheol-su.[14]
- Yeon Joon-seok como Park Ga-Ram.[14]
- Kim Seon-ho como Yong-joon (cameo).

## Producción
La primera lectura de guion del reparto de actores se llevó a cabo el 21 de mayo de 2018 en la KBS Annex Broadcasting Station en Yeouido.

## Banda sonora
| Parte | Fecha de publicación | N.º | Título                       | Letra                               | Música                        | Artista    | Duración |
| ----- | -------------------- | --- | ---------------------------- | ----------------------------------- | ----------------------------- | ---------- | -------- |
| 1     | 11 de julio de 2018  | 1   | Good Day (좋은 하루)         | Shim Hyeon-bo                       | Park Seong-jin                | SBGB       | 4:00     |
| 1     | 11 de julio de 2018  | 2   | Good Day (inst.)             |                                     | Park Seong-jin                |            | 4:00     |
| 2     | 12 de julio de 2018  | 1   | The Sea Of You (너라는 바다) | MATHI, Park Geun-chul, Jung Su-min  | Park Geun-chul, Jung Su-min   | Sanchez    | 4:55     |
| 2     | 12 de julio de 2018  | 2   | The Sea Of You (inst.)       |                                     | Park Geun-chul, Jung Su-min   |            | 4:55     |
| 3     | 19 de julio de 2018  | 1   | Cat Butler (고양이 집사)     | Shim Hyun-bo                        | Park Sung-jin, Choi Min-chang | ABRY       | 3:05     |
| 3     | 19 de julio de 2018  | 2   | Cat Butler (inst.)           |                                     | Park Sung-jin, Choi Min-chang |            | 3:05     |
| 4     | 26 de julio de 2018  | 1   | Someday                      | MATHI, Park Geun-chul, Jung Su-min  | Park Geun-chul, Jung Su-min   | Jang Na-ra | 3:31     |
| 4     | 26 de julio de 2018  | 2   | Someday (inst.)              |                                     | Park Geun-chul, Jung Su-min   |            | 3:31     |
| 5     | 9 de agosto de 2018  | 1   | Smile Again                  | MATHI, Park Geun-chul, Jung Su-min  | Park Geun-chul, Jung Su-min   | Juniel     | 4:07     |
| 5     | 9 de agosto de 2018  | 2   | Smile Again (inst.)          |                                     | Park Geun-chul, Jung Su-min   |            | 4:07     |
| 6     | 15 de agosto de 2018 | 1   | You You (너라는 바다)        | Park Jeong-wook, Kim Joon-il, Sujin | Park Jeong-wook               | PAXCHILD   | 3:11     |
| 6     | 15 de agosto de 2018 | 2   | You You (inst.)              |                                     | Park Jeong-wook               |            | 3:11     |

## Audiencia
| Episodio | Fecha de emisión     | Índice audiencia | Índice audiencia | Índice audiencia | Índice audiencia |
| Episodio | Fecha de emisión     | TNmS             | TNmS             | AGB Nielsen      | AGB Nielsen      |
| Episodio | Fecha de emisión     | Nacional         | Seúl             | Nacional         | Seúl             |
| --- | -------------------- | ---------------- | ---------------- | ---------------- | ---------------- |
| 1 | 4 de julio de 2018   | 4,5%             | 4,6%             | 4,1% (NR)        | 4,2% (NR)        |
| 2 | 4 de julio de 2018   | 4,6%             | 4,8%             | 4,1% (NR)        | 4,3% (NR)        |
| 3 | 5 de julio de 2018   | 3,5%             | 3,7%             | 3,2% (NR)        | 3,4% (NR)        |
| 4 | 5 de julio de 2018   | 4,4%             | 4,5%             | 4,0% (NR)        | 4,1% (NR)        |
| 5 | 11 de julio de 2018  | 4,0%             | 4,2%             | 3,6% (NR)        | 3,8% (NR)        |
| 6 | 11 de julio de 2018  | 4,7%             | 4,9%             | 4,3% (NR)        | 4,5% (NR)        |
| 7 | 12 de julio de 2018  | 3,6%             | 3,7%             | 3,2% (NR)        | 3,3% (NR)        |
| 8 | 12 de julio de 2018  | 4,3%             | 4,5%             | 3,9% (NR)        | 4,1% (NR)        |
| 9 | 18 de julio de 2018  | 4,1%             | 4,3%             | 3,7% (NR)        | 3,9% (NR)        |
| 10 | 18 de julio de 2018  | 4,4%             | 4,6%             | 4,0% (NR)        | 4,2% (NR)        |
| 11 | 19 de julio de 2018  | 3,8%             | 4,0%             | 3,5% (NR)        | 3,6% (NR)        |
| 12 | 19 de julio de 2018  | 4,9%             | 5,1%             | 4,5% (NR)        | 4,7% (NR)        |
| 13 | 25 de julio de 2018  | 2,7%             | 2,8%             | 2,3% (NR)        | 2,4% (NR)        |
| 14 | 25 de julio de 2018  | 3,1%             | 3,2%             | 2,7% (NR)        | 2,8% (NR)        |
| 15 | 26 de julio de 2018  | 3,5%             | 3,6%             | 3,1% (NR)        | 3,3% (NR)        |
| 16 | 26 de julio de 2018  | 4,4%             | 4,5%             | 4,0% (NR)        | 4,1% (NR)        |
| 17 | 1 de agosto de 2018  | 3,3%             | 3,4%             | 3,0% (NR)        | 3,1% (NR)        |
| 18 | 1 de agosto de 2018  | 3,6%             | 3,7%             | 3,2% (NR)        | 3,3% (NR)        |
| 19 | 2 de agosto de 2018  | 3,0%             | 3,1%             | 2,6% (NR)        | 2,7% (NR)        |
| 20 | 2 de agosto de 2018  | 3,5%             | 3,6%             | 3,1% (NR)        | 3,2% (NR)        |
| 21 | 8 de agosto de 2018  | 3,4%             | 3,5%             | 3,0% (NR)        | 3,1% (NR)        |
| 22 | 8 de agosto de 2018  | 3,8%             | 3,9%             | 3,4% (NR)        | 3,5% (NR)        |
| 23 | 9 de agosto de 2018  | 2,9%             | 3,0%             | 2,5% (NR)        | 2,6% (NR)        |
| 24 | 9 de agosto de 2018  | 3,6%             | 3,7%             | 3,2% (NR)        | 3,3% (NR)        |
| 25 | 15 de agosto de 2018 | 2,1%             | 2,2%             | 1,7% (NR)        | 1,8% (NR)        |
| 26 | 15 de agosto de 2018 | 3,7%             | 3,9%             | 3,3% (NR)        | 3,5% (NR)        |
| 27 | 16 de agosto de 2018 | 2,8%             | 3,0%             | 2,4% (NR)        | 2,6% (NR)        |
| 28 | 16 de agosto de 2018 | 3,1%             | 3,5%             | 2,7% (NR)        | 3,0% (NR)        |
| 29 | 22 de agosto de 2018 | 3,1%             | 3,4%             | 2,7% (NR)        | 3,2% (NR)        |
| 30 | 22 de agosto de 2018 | 3,6%             | 3,8%             | 3,2% (NR)        | 3,4% (NR)        |
| 31 | 29 de agosto de 2018 | 3,3%             | 3,5%             | 2,9% (NR)        | 3,0% (NR)        |
| 32 | 29 de agosto de 2018 | 3,4%             | 3,6%             | 3,0% (NR)        | 3,1% (NR)        |
| Promedio | Promedio             | %                | %                | 3,3%             | %                |
| - En la tabla superior, en azul aparecen los índices más bajos, y en rojo los más altos. - NR indica que la serie no se ubicó entre los 20 programas diarios más vistos en esa fecha. |                      |                  |                  |                  |                  |